# Disneymania 7
DisneyMania 7 jest siódmą i najnowszą odsłoną serii DisneyMania. Na płycie można usłyszeć wielu współczesnych wykonawców, którzy zremiksowali kilka klasycznych piosenek Disneya. DisneyMania 7 został wydany 9 marca 2010.

## Lista utworów
1. Allstar Weekend – „I Just Can’t Wait to Be King” (Król lew) – 3:33
2. Selena Gomez – „Trust in Me” (Księga dżungli) – 3:25
3. Honor Society – „Real Gone” (Auta) – 3:26
4. Tiffany Thornton – „If I Never Knew You” (Pocahontas) – 3:00
5. Mitchel Musso – „Stand Out” (Goofy na wakacjach) – 2:57
6. KSM – „Good Enough” (Dżungla) – 3:53
7. Savannah Outen – „Little Wonders” (Rodzinka Robinsonów) – 3:32
8. Boo Boo Stewart – „Under the Sea” (Mała Syrenka) – 3:09
9. Bridgit Mendler – „When She Loved Me” (Toy Story 2) – 3:15
10. Drew Seeley – „Her Voice” (Mała Syrenka) – 3:02
11. Ruby Summer – „Bella Notte” (Zakochany Kundel) – 3:30
12. Anna Maria Perez de Taglé – „Part of Your World” (Mała Syrenka) – 3:41
13. Alyson Stoner – „What I've Been Looking For” (High School Musical) – 2:37
14. Demi Lovato – „Gift of a Friend” (Dzwoneczek i Zaginiony Skarb) – 3:26
15. Debby Ryan – „Hakuna Matata” (Król lew) – 3:20

## Single
1. Demi Lovato – „Gift of a Friend” (Dzwoneczek i Zaginiony Skarb) – 3:26

## Teledyski
1. Demi Lovato – „Gift of a Friend” (Dzwoneczek i Zaginiony Skarb) – 3:26